# Psychotria brachyandra
Psychotria brachyandra är en måreväxtart som beskrevs av Johannes Müller Argoviensis. Psychotria brachyandra ingår i släktet Psychotria och familjen måreväxter. Inga underarter finns listade i Catalogue of Life.